# 부산MBC 기장임랑 해변대학가요제
《부산MBC 기장임랑 해변대학가요제》는 MBC 대학가요제의 명맥을 잇기 위해 2012년에 처음 개최된 대학생 대상 창작가요제로, 부산MBC에서 방영되고 있다.

## 주요 참가자
- 클라프 - 2017년 금상
- 장동열 - 2022년 금상
- 장예주 - 2022년 은상
- 조기흠 - 2022년 동상